# Deutsches Institut für Medizinische Dokumentation und Information
Das Deutsche Institut für Medizinische Dokumentation und Information (DIMDI) war eine nachgeordnete Behörde des Bundesministeriums für Gesundheit. Es wurde 1969 mit Sitz in Köln gegründet. Zu seinen Aufgaben gehörte es, der fachlich interessierten Öffentlichkeit aktuelle Informationen aus dem gesamten Gebiet der Human- und Zahnmedizin, einfach und schnell zugänglich zu machen. Darüber hinaus beteiligte sich das DIMDI auch maßgeblich an der Entwicklung des weltweit anerkannten Klassifikationssystems für medizinische Diagnosen, der Internationalen statistischen Klassifikation der Krankheiten (ICD). Das DIMDI war außerdem Herausgeber deutscher Versionen medizinischer Klassifikationen und führte nationale Register u. a. zu klinischen Studien und legalen Arzneimittel-Versandhändlern. Es ging 2020 im Bundesinstitut für Arzneimittel und Medizinprodukte auf.

## Medizinische Klassifikations- und Nomenklatursysteme
Die Organisation ist Herausgeber der deutschsprachigen Fassungen medizinischer Klassifikationen wie ICD-10, ICF, OPS und ATC, von Thesauri und Nomenklaturen wie MeSH und UMDNS sowie von weiteren Begriffsystemen (Alpha-ID, LOINC, Objekt-Identifikatoren (OID)), die für den elektronischen Datenaustausch im Gesundheitswesen wichtig sind.
Die vom DIMDI herausgegebenen Klassifikationen ICD-10-GM und OPS bilden eine wichtige Grundlage für das pauschalierende Entgeltsystem G-DRG, das vom Institut für das Entgeltsystem im Krankenhaus (InEK) bereitgestellt und in der stationären Versorgung eingesetzt wird. Beide Klassifikationen unterliegen dabei einem aufwändigen Pflegeverfahren auf Basis eines zurzeit jährlich unter Federführung des DIMDI durchgeführten Vorschlagsverfahrens.
Die Weltgesundheitsorganisation hat das DIMDI 2003 zum Kooperationszentrum für das System Internationaler Klassifikationen (Collaboration Centre for the Family of International Classifications) ernannt. Zu den Klassifikationen zählen die ICD, ICF und die ICD-O (Tumorerkrankungen). Somit war das DIMDI beispielsweise maßgeblich in die Entwicklung der 11. Revision der Internationalen statistischen Klassifikation der Krankheiten (ICD-11) mit einbezogen.

## Datenbankgestützte Informationssysteme für das Gesundheitswesen
Das Institut betreibt spezielle Informationssysteme für Arzneimittel, Medizinprodukte und Health Technology Assessment (HTA) sowie für Forschungszwecke ein Informationssystem mit Versorgungsdaten der gesetzlichen Krankenversicherung. Es führt die Routinedaten der gesetzlichen Krankenkassen zusammen und hält diese für wissenschaftliche Versorgungsforschung bereit. Verbraucher können beim DIMDI nach aktuellen Festbeträgen von Arzneimitteln und passenden Vergleichspräparaten recherchieren.
Mit dem Geltungsbeginn der MDR erfolgte eine sukzessive Anpassung des bisherigen Medizinprodukte-Informationssystems und die Umbenennung in „Deutsches Medizinprodukte-Informations- und Datenbanksystem“ (DMIDS).

## Nationale Register
In Ergänzung zu diesen Themen und mit den Schwerpunkten Gesundheitswesen und Medizin wurde das Informationsangebot mit den wachsenden Aufgaben stetig erweitert. So stellt das DIMDI auf seiner Website ein Versandhandels-Register zur Verfügung. Damit können Verbraucher prüfen, welche Versandapotheken oder sonstige Händler über eine behördliche Versanderlaubnis für Deutschland verfügen.
Im deutschen Register klinischer Studien werden in Deutschland durchgeführte patientenorientierte klinische Studien registriert. Das DRKS dient als zentrale Anlaufstelle für die Öffentlichkeit: Patienten erhalten einen aktuellen Überblick über hierzulande durchgeführte klinische Studien.

### Samenspender-Register
Seit dem 1. Juli 2018 führte das DIMDI auf Grundlage des Gesetzes zur Regelung des Rechts auf Kenntnis der Abstammung bei heterologer Verwendung von Samen (SaRegG) ein Samenspender-Register. Darin werden personenbezogene Daten über Samenspender und Empfängerinnen von Samenspenden dokumentiert und für 110 Jahre gespeichert. Eine Person, die vermutet, durch heterologe Verwendung von Samen bei einer ärztlich unterstützten künstlichen Befruchtung gezeugt worden zu sein, hatte gegenüber dem DIMDI Anspruch auf Auskunft der im Samenspenderregister gespeicherten personenbezogenen Daten des Samenspenders, dessen Samen bei der ärztlich unterstützten künstlichen Befruchtung der Mutter heterolog verwendet worden ist. Kinder können ab dem 16. Lebensjahr diesen Anspruch selbst geltend machen.
Seit Auflösung des DIMDI wird das Register beim Bundesinstitut für Arzneimittel und Medizinprodukte (BfArM) geführt.